# 山口雅也 (小説家)
山口 雅也（やまぐち まさや、1954年 -）は、日本の小説家、推理作家、評論家。

## 経歴・人物
神奈川県横須賀市生まれ。神奈川県立横須賀高等学校、早稲田大学法学部卒業。大学では、ワセダミステリクラブに所属。在学中からミステリーに関するエッセイや評論を書いていた。
1989年に東京創元社の「鮎川哲也と十三の謎」にて『生ける屍の死』で作家デビュー。1995年には『日本殺人事件』で、第48回日本推理作家協会賞を受賞した。
その作風は既存のミステリの枠組みから意識的に逸脱した実験性を持ちながら、謎解きを軸とする本格ミステリでもある。多方面にわたる博識を活かした特殊な状況設定や、簡明な翻訳調の文体が特徴で、（死人が生き返る、「パラレル英国」などの）異常状況に関して法則を構築した上でのストーリー展開を得意とする。いわゆる本格ミステリのみならず、安楽椅子もの、社会派ミステリ、アンチミステリ、サスペンス・ホラー、リドル・ストーリーなど、手がけたジャンルは幅広い。
また、ミステリに関連する古書、映画、テレビドラマなど各種グッズのコレクターでもあり、関連する展覧会のプロデュースや、関連書籍の執筆も行っている。
2019年より原書房・国書刊行会にて刊行されている翻訳作品の叢書「奇想天外の本棚」では製作総指揮を務めている。
日本推理作家協会、本格ミステリ作家クラブ、日本SF作家クラブ、各会員。

## 文学賞受賞・候補歴
- 1994年 - 『キッド・ピストルズの妄想』で第47回日本推理作家協会賞（短編および連作短編集部門）候補、第15回吉川英治文学新人賞候補。
- 1995年 - 『日本殺人事件』で第48回日本推理作家協会賞（短編および連作短編集部門）受賞。
- 2006年 - 『ミステリー映画を観よう』で第6回本格ミステリ大賞（評論・研究部門）候補[5]。

## 作品リスト

### キッド・ピストルズシリーズ
- キッド・ピストルズの冒涜（1991年12月 東京創元社 / 1997年2月 創元推理文庫 / 2018年9月 光文社文庫）
- 13人目の探偵士（1993年1月 東京創元社 / 2002年7月 講談社ノベルス / 2004年2月 講談社文庫）
  - 「Cat the Ripper 13人目の探偵士」というタイトルで1997年にテレビゲーム化された。
- キッド・ピストルズの妄想（1993年10月 東京創元社 / 2000年4月 創元推理文庫 / 2018年11月 光文社文庫）
- キッド・ピストルズの慢心（1995年9月 講談社 / 1999年9月 講談社ノベルス / 2000年10月 講談社文庫 / 2019年1月 光文社文庫）
- キッド・ピストルズの最低の帰還（2008年5月 光文社 / 2019年3月 光文社文庫）
- キッド・ピストルズの醜態（2010年9月 光文社 / 2019年5月 光文社文庫）

### 垂里冴子シリーズ
- 垂里冴子のお見合いと推理（1996年6月 集英社 / 2000年4月 講談社ノベルス / 2002年3月 講談社文庫）
- 続・垂里冴子のお見合いと推理（2000年6月 講談社 / 2003年8月 講談社ノベルス / 2004年8月 講談社文庫）
- 新・垂里冴子のお見合いと推理（2009年5月 講談社）
  - 【改題】垂里冴子のお見合いと推理 vol.3（2013年8月 講談社文庫）

### トウキョー・サムシリーズ
- 日本殺人事件（1994年9月 角川書店 / 1998年5月 角川文庫 / 2007年5月 創元推理文庫 / 2009年6月 双葉文庫）
- 續・日本殺人事件（1997年3月 角川書店 / 2000年5月 角川文庫 / 2007年8月 創元推理文庫）

### Mシリーズ
- ミステリーズ（1994年9月 講談社 / 1997年9月 講談社ノベルス / 1998年7月 講談社文庫）
- マニアックス（1998年9月 講談社 / 2001年2月 講談社ノベルス / 2003年5月 講談社文庫）
- モンスターズ（2008年3月 講談社 / 2011年8月 講談社文庫）
- ミッドナイツ 《狂騒の八〇年代》作品集成（2019年11月 講談社）

### シリーズ外の小説
- 生ける屍の死（1989年10月 東京創元社 / 1996年2月 創元推理文庫 / 2018年6月 光文社文庫【上・下】）
- 奇偶（2002年10月 講談社 / 2005年9月 講談社ノベルス / 2006年10月 講談社文庫【上・下】）
- PLAY プレイ（2004年9月 朝日新聞社 / 2008年9月 講談社ノベルス / 2010年5月 講談社文庫）
- チャット隠れ鬼（2005年5月 光文社 / 2008年7月 光文社文庫）
- ステーションの奥の奥（2006年11月 講談社 ミステリーランド）
  - 【改題】古城駅の奥の奥（2009年10月 講談社ノベルス / 2012年5月 講談社文庫）
- 狩場最悪の航海記（2011年9月 文藝春秋 / 2014年3月 文春文庫）
- 謎の謎その他の謎（2012年8月 早川書房）
- 落語魅捨理全集 坊主の愉しみ（2017年5月 講談社 / 2021年11月 講談社文庫）

### アンソロジー
- ７人の名探偵 新本格30周年記念アンソロジー（2017年9月 講談社ノベルス）「毒饅頭怖い 推理の一問題」

### エッセイ
- ミステリー倶楽部へ行こう（1996年1月 国書刊行会 / 2001年7月 講談社文庫）
- マザーグースは殺人鵞鳥（マーダー・グース）（1999年6月 原書房）
- ミステリーDISCを聴こう（1999年11月 メディアファクトリー）
- ミステリー映画を観よう（2005年11月 光文社文庫）

### 編集
- エラリイ・クイーンとそのライヴァルたち（石川喬司共編、1979年3月 パシフィカ / 1987年5月 西武タイム）
- 別冊宝島63 ミステリーの友（ミステリー・グルメになるためのメニュー）（1987年 JICC出版局）
- 名探偵の世紀 エラリー・クイーン、そしてライヴァルたち（森英俊共編、1999年10月 原書房）
- 山口雅也の本格ミステリ・アンソロジー（2007年12月 角川文庫）
- 奇想天外〈復刻版〉アンソロジー（2017年、南雲堂）
- 奇想天外〈21世紀版〉アンソロジー（2017年、南雲堂）

### 監修・企画・原案
- 奇想天外の本棚（2019年～2023年、原書房／国書刊行会）

### 翻訳
- チャールズ・アダムスのマザー・グース（チャールズ・アダムス著、2004年10月 国書刊行会）
- アリバイ（アガサ・クリスティー原作、マイケル・モートン脚本、2019年6月 原書房 奇想天外の本棚）
- 八人の招待客（Q・パトリック著、2019年9月 原書房 奇想天外の本棚）

## 海外への翻訳

### 中国大陸（簡化字）
- 火车站深处的深处 （2009年10月、陽光出版社、何奕欣訳、ISBN 9787806205006）－ステーションの奥の奥
- 第十三位名侦探 （2013年2月、吉林出版集团有限责任公司）－13人目の探偵士
- 日本杀人事件 （ 2013年6月、吉林出版集团有限责任公司）－日本殺人事件
- 续・日本杀人事件 （2013年6月、吉林出版集团有限责任公司）－續・日本殺人事件
- 活尸之死 （刊行予定、吉林出版集团有限责任公司）－生ける屍の死
  - 活尸之死 （2011年4月、译林出版社）
  - 生尸之死 （2020年2月、新星出版社）
- 朋克刑警的冒犯  （2011年11月、新星出版社）- キッド・ピストルズの冒瀆
- 朋克刑警的狂想  （2012年3月、新星出版社）- キッド・ピストルズの妄想
- 朋克刑警的骄傲  （2012年7月、新星出版社）- キッド・ピストルズの慢心
- 奇偶 （刊行予定、吉林出版集团有限责任公司）－奇偶

### 中国台湾（正体字）
- 活屍之死 （2008年7月、皇冠文化出版、婁美蓮訳、ISBN 9789573324409） - 生ける屍の死
- 第13位名偵探 （2010年7月、皇冠文化出版、劉姿君訳、ISBN 9789573326793） - 13人目の探偵士
- 龐克基德的冒瀆 （2010年11月、皇冠文化出版、張秋明訳、ISBN 9789573327264） - キッド・ピストルズの冒涜

### 大韓民国
- 살아 있는 시체의 죽음 （2009年11月、シゴンサ（Sigongsa）、キム・ソニョン訳、ISBN 9788952756848） - 生ける屍の死